# Tricyphona megastigma
Tricyphona (Tricyphona) megastigma là một loài ruồi trong họ Pediciidae. Chúng phân bố ở vùng Indomalaya.